# Gabriel Pirani
Pour les articles homonymes, voir Pirani.
Gabriel Pirani, né le 12 avril 2002 à Penápolis au Brésil, est un footballeur brésilien jouant au poste de milieu offensif à D.C. United, en prêt du Santos FC.

## Biographie

### Santos FC
Né à Penápolis au Brésil, Gabriel Pirani est formé par le Santos FC. Il signe son premier contrat professionnel à l'âge de 17 ans, le 27 juillet 2018, le liant avec le club jusqu'en juin 2021. Pirani prolonge son contrat en février 2020, jusqu'en 2022. Il réalise sa première apparition en professionnel avec le Santos FC dans le championnat du Brésil de première division, face à l'EC Bahia, le 26 février 2021. Il entre en jeu et son équipe s'incline par deux buts à zéro. Pirani inscrit son premier but en professionnel deux jours plus tard, lors d'une rencontre du championnat Paulista face à l'EC Santo André (2-2 score final),.
Le 21 mai 2021, Gabriel Pirani prolonge cette fois jusqu'en 2025 avec son club formateur.

### Fluminense FC
Le 28 février 2023, Gabriel Pirani rejoint le Fluminense FC sous la forme d'un prêt jusqu'à la fin de l'année. Le club dispose d'une option d'achat sur le joueur. Son prêt se conclut cependant le 15 juillet 2023 lorsqu'il est annoncé que le Santos FC est en négociation pour prêté son joueur en Major League Soccer.

### D.C. United
Il rejoint finalement D.C. United, franchise de Major League Soccer, le 27 juillet 2023, sous la forme d'un prêt jusqu'à décembre 2023, avec option d'achat.